# This Strange Engine
This Strange Engine è il nono album in studio del gruppo musicale britannico Marillion, pubblicato il 21 aprile 1997 dalla Intact Records.

## Descrizione
This Strange Engine sancisce il divorzio dalla storica etichetta di distribuzione EMI da parte dei Marillion, a seguito della relativa mancanza di successo commerciale di Afraid of Sunlight del 1995.
Il primo singolo estratto dall'album fu Man of a Thousand Faces, da cui venne tratto anche un video musicale. Il secondo estratto dall'album fu invece 80 Days. Per la prima volta nessun singolo tratto da un album dei Marillion entrò nella classifica Top 40 del Regno Unito. Il brano che dà il titolo all'album è un racconto autobiografico della vita del cantante Steve Hogarth.
Una versione remix dell'album dal titolo Tales from the Engine Room fu distribuita nel gennaio 1998.

## Tracce
Testi di Steve Hogarth e John Helmer, musiche dei Marillion.
1. Man of a Thousand Faces – 7:33
2. One Fine Day – 5:31
3. 80 Days – 5:00
4. Estonia – 7:56
5. Memory of Water – 3:01
6. An Accidental Man – 6:12
7. Hope for the Future – 5:10
8. This Strange Engine – 30:24 – contiene una traccia fantasma senza titolo

## Formazione
Gruppo
- Steve Hogarth – voce, tastiera e percussioni aggiuntive, cori, arrangiamento
- Steve Rothery – chitarra, arrangiamento
- Pete Trewavas – basso, cori, arrangiamento
- Mark Kelly – tastiera, cori, arrangiamento
- Ian Mosley – batteria, percussioni, arrangiamento

Altri musicisti
- Charlton & Newbottle School Choir – cori (traccia 1)
- Tim Perkins – balalaica (traccia 4)
- Paula Savage – tromba (traccia 7)
- Phil Todd – sassofono (traccia 8)

Produzione
- Marillion – produzione
- Stuart Every – ingegneria del suono
- Dave Meegan – missaggio
- Andrea Wright, Michael Hunter – assistenza al missaggio

## Classifiche
| Classifica (1997)          | Posizione massima |
| -------------------------- | ----------------- |
| Finlandia                  | 39                |
| Germania                   | 48                |
| Paesi Bassi                | 10                |
| Regno Unito                | 27                |
| Regno Unito (rock & metal) | 1                 |
| Scozia                     | 35                |